# الانفصال الكامل: استراتيجية جديدة لتأمين المملكة
الانفصال الكامل: استراتيجية جديدة لتأمين المملكة (المعروف عمومًا باسم تقرير "الانفصال الكامل") هو وثيقة سياسية أُعدت في عام 1996 من قبل مجموعة دراسية بقيادة ريتشارد بيرل لبنيامين نتنياهو، رئيس وزراء إسرائيل آنذاك. لقد أوضح التقرير نهجًا جديدًا لحل المشاكل الأمنية التي تواجهها إسرائيل في الشرق الأوسط مع التركيز على "القيم الغربية". ومنذ ذلك الحين، تعرض التقرير لانتقادات شديدة بسبب دعوته إلى سياسة جديدة عدوانية تتضمن إزاحة صدام حسين عن السلطة في العراق واحتواء سوريا من خلال الانخراط في حرب بالوكالة وتسليط الضوء على امتلاكها "لأسلحة الدمار الشامل". وقد رفض نتنياهو بعض أجزاء السياسات الواردة في الورقة.

## التقرير
كُتب التقرير وفقًا لمقدمته من قبل مجموعة الدراسة الخاصة بالاستراتيجية الإسرائيلية الجديدة نحو عام 2000، والتي كانت جزءًا من معهد الدراسات الاستراتيجية والسياسية المتقدمة.
كان مساعد وزير الدفاع الأمريكي السابق ريتشارد بيرل هو "زعيم مجموعة الدراسة"، لكن التقرير النهائي تضمن أفكارًا من دوجلاس فيث، وجيمس كولبير، وتشارلز فيربانكس الابن، وجوناثان توروب، ودافيد وورمسر، وميراف وورمسر، ورئيس IASPS روبرت لوينبيرغ.

### المحتويات
تكوّن محتوى التقرير من مقدمة تليها ستة أقسام. ويتضمن التقرير في نص التعليق الرئيسي سلسلة من "المقاطع الرئيسية لخطاب محتمل":
في حين أن هناك من ينصح بالاستمرارية، فإن إسرائيل لديها الفرصة لتحقيق قطيعة نظيفة؛ يمكنها أن تصوغ عملية سلام واستراتيجية تعتمد على أساس فكري جديد تمامًا، أي أساس يستعيد المبادرة الاستراتيجية ويوفر للأمة المجال لاستغلال كل طاقة ممكنة في إعادة بناء الصهيونية؟ والتي يجب أن تكون نقطة البداية فيها الإصلاح الاقتصادي.
تقترح المقدمة على وجه التحديد ثلاث سياسات جديدة:
1. يتعين على إسرائيل أن تعمل بشكل مشترك مع الأردن وتركيا من أجل "احتواء وزعزعة استقرار ودفع" الكيانات التي تشكل تهديدًا للدول الثلاث بدلًا من السعي إلى تحقيق "سلام شامل" مع العالم العربي بأكمله.
2. تغيير طبيعة العلاقات مع الفلسطينيين، وتحديدًا الاحتفاظ بحق "المطاردة الساخنة" في أي مكان داخل الأراضي الفلسطينية، فضلًا عن محاولة الترويج لبدائل لزعامة عرفات.
3. - تغيير العلاقات مع الولايات المتحدة مع التركيز على الاعتماد على الذات والتعاون الاستراتيجي.

"لا يمكن أن يتم هذا إلا إذا اتخذت إسرائيل خطوات جدية لإنهاء المساعدات، التي تمنع الإصلاح الاقتصادي."
"نهج جديد للسلام"
في حين أن الحكومة السابقة، والعديد من الحكومات في الخارج، قد تؤكد على مبدأ الأرض مقابل السلام ــ وهو ما وضع إسرائيل في موقف التراجع الثقافي والاقتصادي والسياسي والدبلوماسي والعسكري ــ فإن الحكومة الجديدة قد تعمل على تعزيز القيم والتقاليد الغربية. إن هذا النهج، الذي سوف يلقى ترحيبًا في الولايات المتحدة، يشمل السلام مقابل السلام، أي تحقيق السلام باستخدام القوة، والاعتماد على الذات وهو ما يعني توازن القوى.
"تأمين الحدود الشمالية"
سوريا تتحدى إسرائيل على الأراضي اللبنانية. إن النهج الفعّال، والذي يمكن للأميركيين التعاطف معه، هو أن تستحوذ إسرائيل على المبادرة الاستراتيجية على طول حدودها الشمالية من خلال التعامل مع حزب الله وسوريا وإيران، باعتبارهم العملاء الرئيسيين للعدوانيين في لبنان، بما في ذلك من خلال:
1. ضرب البنية التحتية لأموال المخدرات والتزوير في لبنان، وكلها تركز على رازي قنان.
2. موازاة سلوك سوريا من خلال إرساء سابقة مفادها أن الأراضي السورية ليست محصنة ضد الهجمات الصادرة من لبنان من قبل قوات تابعة لإسرائيل...

يمكن لإسرائيل أيضًا أن تستغل هذه الفرصة لتذكير العالم بطبيعة النظام السوري. سوريا تنكث بوعدها مرارًا وتكرارًا. فقد انتهكت العديد من الاتفاقات مع الأتراك، وخانت الولايات المتحدة من خلال استمرار احتلال لبنان في انتهاك لاتفاق الطائف في العام 1989 حيث، نظمت سوريا انتخابات صورية، ونصبت نظامًا عميلًا، وأجبرت لبنان على توقيع "اتفاقية الأخوة" في عام 1991، التي أنهت السيادة اللبنانية. لقد بدأت سوريا باستعمار لبنان بمئات الآلاف من السوريين، بينما تقتل عشرات الآلاف من مواطنيها دفعة واحدة، كما فعلت في ثلاثة أيام فقط عام 1983 في حماة. ... ونظرًا لطبيعة النظام في دمشق، فمن الطبيعي والأخلاقي أن تتخلى إسرائيل عن شعار السلام الشامل وتتحرك لاحتواء سوريا، وتلفت الانتباه إلى برامجها الخاصة بأسلحة الدمار الشامل، وترفض اتفاقيات الأرض مقابل السلام بشأن هضبة الجولان.
"الانتقال إلى استراتيجية تقليدية لتوازن القوى"
تستطيع إسرائيل أن تشكل بيئتها الاستراتيجية، عبر التعاون مع تركيا والأردن، من خلال إضعاف سوريا واحتوائها وحتى دفعها إلى الوراء. ويمكن أن يركز هذا الجهد على إزاحة صدام حسين عن السلطة في العراق ـ وهو هدف استراتيجي إسرائيلي مهم في حد ذاته ـ كوسيلة لإحباط طموحات سوريا الإقليمية.
وبما أن مستقبل العراق قد يؤثر على التوازن الاستراتيجي في الشرق الأوسط بشكل عميق، فمن المفهوم أن يكون لإسرائيل مصلحة في دعم الهاشميين في جهودهم لإعادة تعريف العراق، بما في ذلك التدابير مثل: زيارة الأردن كأول زيارة دولة رسمية، حتى قبل زيارة الولايات المتحدة، بالنسبة حكومة نتنياهو الجديدة؛ ودعم الملك حسين من خلال تزويده ببعض التدابير الأمنية الملموسة لحماية نظامه ضد التخريب السوري؛ وتشجيع الاستثمار في الأردن ــ من خلال النفوذ في مجتمع الأعمال الأميركي ــ لتحويل الاقتصاد الأردني هيكليًّا بعيدًا عن الاعتماد على العراق؛ وتحويل انتباه سوريا من خلال استخدام عناصر المعارضة اللبنانية لزعزعة استقرار السيطرة السورية على لبنان. ... لو تمكن الهاشميون من السيطرة على العراق، فإنهم قد يستخدمون نفوذهم على النجف لمساعدة إسرائيل في إبعاد الشيعة في جنوب لبنان عن حزب الله وإيران وسوريا. يحتفظ الشيعة بعلاقات قوية مع الهاشميين: إذ يقدس الشيعة في المقام الأول عائلة النبي، التي ينحدر منها الملك حسين مباشرة - والتي تجري في عروقها دماء النبي.
الأمر الأكثر أهمية هو فهم مصلحة إسرائيل في دعم الإجراءات التي تتخذها تركيا والأردن ضد سوريا دبلوماسيًّا وعسكريًّا وعملياتيًّا، مثل تأمين تحالفات قبلية مع القبائل العربية التي تعبر إلى الأراضي السورية والتي تعادي النخبة السورية الحاكمة.
"تغيير طبيعة العلاقات مع الفلسطينيين"
لدى إسرائيل فرصة لبناء علاقة جديدة بينها وبين الفلسطينيين. أولًا وقبل كل شيء، قد تتطلب جهود إسرائيل لتأمين شوارعها مطاردة ساخنة في المناطق الخاضعة للسيطرة الفلسطينية، وهي ممارسة مبررة يمكن أن يتعاطف معها الأميركيين.
وللتأكيد على أن إسرائيل تعتبر تصرفات منظمة التحرير الفلسطينية وحدها هي المشكلة، وليست تصرفات العرب، فقد ترغب إسرائيل في التفكير في بذل جهد خاص لمكافأة الأصدقاء وتعزيز حقوق الإنسان بين العرب.
"صياغة علاقة جديدة بين الولايات المتحدة وإسرائيل"
إن إسرائيل قادرة على الانفصال تمامًا عن الماضي وتأسيس رؤية جديدة للشراكة بين الولايات المتحدة وإسرائيل تقوم على الاعتماد على الذات والنضج والتبادلية ــ وليس رؤية تركز بشكل ضيق على النزاعات الإقليمية. إن الاستراتيجية الإسرائيلية الجديدة ــ القائمة على فلسفة مشتركة للسلام من خلال القوة ــ تعكس الاستمرارية مع القيم الغربية من خلال التأكيد على أن إسرائيل تعتمد على نفسها، ولا تحتاج إلى قوات أميركية بأي شكل من الأشكال للدفاع عنها، بما في ذلك على مرتفعات الجولان، ويمكنها إدارة شؤونها بنفسها.
ولتعزيز هذه النقطة، يستطيع رئيس الوزراء أن يستخدم زيارته المقبلة للإعلان عن أن إسرائيل أصبحت الآن ناضجة بما يكفي لتحرير نفسها على الفور من المساعدات الاقتصادية الأميركية وضمانات القروض على الأقل، والتي تمنع الإصلاح الاقتصادي.
"الخلاصات – تجاوز الصراع العربي الإسرائيلي"
إن الأجندة الإسرائيلية الجديدة يمكن أن تشير إلى قطيعة كاملة من خلال التخلي عن سياسة افترضت الإرهاق وسمحت بالتراجع الاستراتيجي من خلال إعادة إرساء مبدأ الاستباق، بدلًا من الانتقام وحده والتوقف عن امتصاص الضربات التي تتعرض لها الأمة دون رد."
إن الأجندة الاستراتيجية الجديدة لإسرائيل قادرة على تشكيل البيئة الإقليمية على النحو الذي يمنح إسرائيل المجال لإعادة تركيز طاقاتها إلى حيث تشتد الحاجة إليها عبر: تجديد فكرتها الوطنية، وهو ما لا يمكن أن يتحقق إلا من خلال استبدال الأسس الاشتراكية لإسرائيل بأساس أكثر صلابة؛ والتغلب على استنزافها الذي يهدد بقاء الأمة.
وفي النهاية، تستطيع إسرائيل أن تفعل أكثر من مجرد إدارة الصراع العربي الإسرائيلي من خلال الحرب. لن تتمكن أي كمية من الأسلحة أو الانتصارات من منح إسرائيل السلام الذي تسعى إليه. عندما تكون إسرائيل على أساس اقتصادي سليم، وحرة وقوية وصحية داخليًّا، فإنها لن تكتفي بإدارة الصراع العربي الإسرائيلي؛ بل سوف تتجاوزه. وكما قال أحد كبار زعماء المعارضة العراقية مؤخرًا: يجب على إسرائيل أن تعمل على تجديد وتنشيط قيادتها الأخلاقية والفكرية. وهو عنصر مهم ـ إن لم يكن الأكثر أهمية ـ في تاريخ الشرق الأوسط. إن إسرائيل - الفخورة، الغنية، الصلبة، والقوية - سوف تكون الأساس لشرق أوسط جديد وسلمي بالفعل.

رفض نتنياهو بعض جوانب السياسات الواردة في تقرير "التغيير النظيف".
وفي مقالة نشرت في سبتمبر 2002 في الغارديان، ذكر براين ويتيكر أن "خطة إسرائيل لتجاوز أعدائها من خلال إعادة تشكيل الشرق الأوسط تبدو اليوم أكثر قابلية للتحقيق مما كانت عليه في عام 1996 عبر تولي العديد من مؤلفي ورقة "الانفصال الكامل" مناصب رئيسية في واشنطن. ربما يتسنى إقناع الأميركيين بالتضحية بحياتهم من أجل تحقيق هذه الخطة".
في مارس 2003، كتب باتريك جيه بوكانان، في إشارة إلى غزو العراق عام 2003 وهذا التقرير، "إن خطتهم، التي حثت إسرائيل على إعادة ترسيخ "مبدأ الإستباق"، قد فُرضت الآن من قبل بيرل وفيث وورمسر وشركاه على الولايات المتحدة".

كتب إيان بوروما في أغسطس 2003 في نيويورك تايمز ما يلي:نصح دوغلاس فيث وريتشارد بيرل نتنياهو، الذي تولى رئاسة الوزراء في عام 1996، بـ"الانفصال التام" عن اتفاقيات أوسلو مع الفلسطينيين. كما زعمَا أن أمن إسرائيل سوف يخدمها على أفضل وجه من خلال تغيير الأنظمة في الدول المحيطة. ومع الفوضى الحالية في العراق، فإن هذا لا يزال أمرًا شائعًا في واشنطن. وعلى حد تعبير بول وولفويتز فإن "الطريق إلى السلام في الشرق الأوسط يمر عبر بغداد". ولقد أصبح من المُسلَّمات في واشنطن (حرفيًّا في بعض الحالات) أن المصالح الأميركية والإسرائيلية متطابقة، ولكن هذا الحال لم يكن دائمًا، ولم تعد "المصالح اليهودية" هي السبب الرئيسي وراء هذا التطابق الآن.
ويتابع بوروما:
إن ما نراه، إذن، ليس مؤامرة يهودية، بل تحالف غريب بين المسيحيين الإنجيليين، والمتشددين في السياسة الخارجية، وجماعات الضغط لصالح الحكومة الإسرائيلية، والمحافظين الجدد، والذين يتصادف أن يكون عدد منهم من اليهود. ولكن اليهود من بينهم ـ بيرل، وولفويتز، وويليام كريستول، محرر مجلة "ويكلي ستاندارد"،، وآخرون ـ هم أكثر ميلًا إلى الحديث عن الحرية والديمقراطية من الحديث عن الهالاخاه (الشريعة اليهودية). إن ما يوحد هذا التحالف المنفعي هو الرؤية المشتركة لمصير أميركا والاقتناع بأن القوة الأميركية والخط الإسرائيلي الصارم تجاه العرب هما أفضل السبل لجعل الولايات المتحدة قوية وإسرائيل آمنة والعالم مكاناً أفضل.
في عام 2005، قال ديفيد مارتن، مراسل الأمن القومي في شبكة سي بي إس نيوز، فيما يتعلق بعملية صنع القرار التي أدت إلى الحرب في العراق إنه "لم ير أي دليل على أن ريتشارد بيرل كان له أي تأثير حاسم على السياسة الأمريكية، فهو لم يكن في وضع يسمح له بذلك".
في تحليله غير الروائي لحرب العراق عام 2005 بعنوان "بوابة القتلة"، يشرح جورج باكر تقرير "الانهيار النظيف" عن طريق "طبقات المجلد اللاحق الذي نشره معهد المشروع الأمريكي لأبحاث السياسة العامة والذي زعم (في عام 1999) أن إطاحة أميركا بصدام حسين من شأنها أن تحل المشاكل الاستراتيجية التي تواجه إسرائيل وتترك الفلسطينيين عاجزين إلى حد كبير".
في عام 2006، أشارت المعلقة كارين كيواتكويسكي إلى أوجه التشابه بين الإجراءات المقترحة في وثيقة الانفصال الكامل والغزو اللاحق للعراق عام 2003. وبعد فترة وجيزة أشارت فيليس بنيس إلى أوجه التشابه بين المقترحات الواردة في وثيقة "الانفصال الكامل" وحرب لبنان التي تلتها في عام 2006.

في عام 2006، أشار سيدني بلومنتال إلى أهمية الورقة فيما يتصل بالقصف الإسرائيلي المحتمل لسوريا وإيران، فكتب: "من أجل محاولة فهم خريطة الطريق التي وضعها المحافظون الجدد، بدأ كبار المتخصصين في الأمن القومي في تداول "البيان الجديد" الذي يحمل عنوان "الانفصال التام" فيما بينهم". وبعد فترة وجيزة كتب "تاكي" من المحافظين الأمريكيين:مؤخرا، أشار نتنياهو إلى أن الرئيس بوش أكد له أن إيران لن تمتلك السلاح النووي. أنا أصدق كلامه. يبدو أن نتنياهو هو المحرك الرئيسي في تبني الولايات المتحدة الرسمي للكتاب الأبيض الصادر عام 1996 "تحت عنوان "الانفصال الكامل"، والذي ألفه هو وزملاؤه المحافظون الجدد الأميركيون، والذي كان يهدف إلى إعادة تشكيل البيئات الاستراتيجية في العراق وفلسطين ولبنان وسوريا وإيران عدوانيًّا. وكما يقولون في دوائر الملاكمة، ذهبت ثلاثة، وبقيت اثنان.

كتب جايسون فيست أن التقرير كان بمثابة "نوع من البيان المشترك بين الولايات المتحدة وإسرائيل والمحافظين الجدد"، وأنه اقترح "حربًا باردة مصغرة في الشرق الأوسط، ودعا إلى استخدام الجيوش بالوكالة لتغيير الأنظمة، وزعزعة الاستقرار، والاحتواء. بل إنه ذهب إلى حد صياغة طريقة لتعزيز الصهيونية اليمينية من خلال دمجها مع الدعوة إلى الدفاع الصاروخي". وكتب أنه بسبب العضوية التنظيمية المشتركة لمؤلفي الورقة، فإن التقرير قد يوفر "النافذة الأكثر إشراقًا" على "النظرة العالمية للسياسة" للمعهد اليهودي لشؤون الأمن القومي ومركز السياسة الأمنية، وهما مركزان فكريان مقرهما الولايات المتحدة.

وفي أكتوبر 2003، نشرت مجلة ذا نيشن مقالاً افتتاحيًّا انتقدت فيه قانون محاسبة سوريا وربطته بتقرير "الانفصال الكامل"، وقد جاء في المقال:ولكي نفهم قانون محاسبة سوريا على النحو الصحيح، يتعين علينا أن نعود إلى وثيقة صدرت في عام 1996، بعنوان "التحول النظيف: استراتيجية جديدة لتأمين المملكة"، والتي صاغها فريق من مستشاري بنيامين نتنياهو في حملته الانتخابية لمنصب رئيس وزراء إسرائيل. ومن بين المؤلفين المستشارين الحاليين للرئيس بوش ريتشارد بيرل ودوجلاس فيث. "لقد كتبوا أن سوريا تتحدى إسرائيل على الأراضي اللبنانية، وطالبوا بضرب أهداف عسكرية سورية في لبنان، وإذا لم يكن ذلك كافيًا، فالواجب ضرب أهداف مختارة في سوريا ذاتها". ولا عجب إذن أن بيرل كان مسرورًا بالضربة الإسرائيلية. وأضاف في تصريح لصحيفة واشنطن بوست "إن ذلك من شأنه أن يساعد عملية السلام"، مضيفًا في وقت لاحق أن الولايات المتحدة نفسها قد تضطر إلى مهاجمة سوريا.

 ولكن ما يعنيه بيرل عندما يقول "مساعدة عملية السلام" ليس حل الصراع من خلال تحقيق دولة فلسطينية حيّة وذات سيادة، بل كما أكد في "كتابه "الانفصال الكامل"، هو "تجاوز الصراع العربي الإسرائيلي" بالكامل من خلال إجبار العرب على قبول معظم، إن لم يكن كل، الفتوحات الإقليمية الإسرائيلية وهيمنتها النووية في المنطقة.
زعم جون ديزارد أن هناك أدلة في وثيقة "الانفصال الكامل" تشير إلى تورط أحمد الجلبي. (الجلبي، سياسي عراقي، كان من أشد المعارضين لصدام حسين):
وفي القسم الخاص بالعراق وضرورة إزاحة صدام حسين، وردت معلومات استخباراتية من الجلبي وراعيه الهاشمي الأردني السابق الأمير الحسن تفيد بما يلي: "لقد ارتبط السكان الشيعة في جنوب لبنان لقرون من الزمان بالزعامة الشيعية في النجف بالعراق، وليس بإيران. ولو تمكن الهاشميون من السيطرة على العراق، لكان بوسعهم استخدام نفوذهم على النجف لمساعدة إسرائيل في إبعاد الشيعة في جنوب لبنان عن حزب الله وإيران وسوريا. لا يزال الشيعة يحتفظون بروابط قوية بالهاشميين". وبطبيعة الحال فإن الشيعة الذين تربطهم "روابط قوية بالهاشميين" هم أسرة أحمد الجلبي. ويبدو أن بيرل وفيث وغيرهما من المساهمين في "الانفصال الكامل" لم يتذكروا الفتوى التي أصدرها رجال الدين في النجف منذ خمسة عشر عامًا ضد الهاشميين العراقيين. أو تلك الحقيقة الواضحة، والتي أشار إليها رشيد خالدي في كتابه الجديد "إحياء الإمبراطورية" وهي أن الشيعة يدينون بالولاء فقط لأحفاد صهر النبي محمد، علي، ويرفضون كل الأنساب الأخرى، بما في ذلك الهاشميين. وكما أشار خالدي بتهكم: "كان بيرل وزملاؤه هنا يقترحون إعادة هيكلة كاملة لمنطقة تكشف اقتراحاتهم لها أنهم لا يعرفون عنها شيئًا تقريبًا عن تاريخها ودينها". باختصار، كان العنصر العراقي في "الاستراتيجية الجديدة" التي تبناها المحافظون الجدد قائمًا على خيال يملئه الجهل بشأن الدعم الشيعي المحتمل للعلاقات مع إسرائيل.

كتب الأستاذان جون ميرشايمر وستيفن والت في مقالهما المثير للجدل والناقد "لوبي إسرائيل" في مارس 2006، والذي نُشر في مجلة لندن ريفيو أوف بوكس، أن ورقة الانفصال الكاملقد دعت إسرائيل إلى اتخاذ خطوات لإعادة تنظيم الشرق الأوسط بأكمله. ولكن نتنياهو لم يتبع نصيحتهم، ولكن فيث وبيرل وورمر سرعان ما حثوا إدارة بوش على متابعة نفس الأهداف. وحذر الكاتب في هآرتس عكيفا الدار من أن فيث وبيرل "يسيران على خط رفيع بين ولائهما للحكومات الأميركية... والمصالح الإسرائيلية". انتقد سيدني بلومنتال التقرير وكتب:
وبدلاً من مقايضة الأرض بالسلام، دعا المحافظون الجدد إلى التخلي عن اتفاقيات أوسلو التي أسست للمفاوضات، وطالبوا بقبول فلسطيني غير مشروط لشروط الليكود، السلام مقابل السلام. وبدلًا من التفاوض مع سوريا، اقترحوا إضعاف سوريا واحتوائها، وحتى إجبارها على التراجع. كما قدموا سيناريوًا جامحًا لإعادة تعريف العراق وبعد ذلك يصبح الحسين بن طلال ملك الأردن بطريقة ما حاكمًا لها؛ وبطريقة ما يسيطر هذا الملك السني على الشيعة العراقيين، ومن خلالهم ينجح في إبعاد الشيعة في جنوب لبنان عن حزب الله وإيران وسوريا.

- الانفصال الكامل: استراتيجية جديدة لتأمين المملكة، معهد الدراسات الاستراتيجية والسياسية المتقدمة، يوليو 2006
- سياسة المحافظين الجدد في الشرق الأوسط: خطة "الانطلاق النظيف" تقييم الأضرار، آدم شابيرو وآخرون.(ردمك 0-9764437-3-2)

1. 
2. 
3. 
4. 
5. 
6. 
7. 
8. 
9. 
10. 
11. 
12. 
13. 
14. 
15. 
16. 
17. 
18. 